# مدلین (فیلم)
مدلین یک فیلم اکشن-کمدی محصول سال ۲۰۲۳ به کارگردانی فرانک گستامبید، نویسندگی فرانک گاستامباید و چارلز ون تیگم با بازی فرانک گستامبید، رمزی بدیا و انوار توبالی است.